# 国際海事機関
国際海事機関（こくさいかいじきかん、英語: International Maritime Organization、IMO）は、国際連合の専門機関のひとつ。
2021年10月時点で加盟国は175か国。日本は原加盟国で、他に香港、マカオ、フェロー諸島が準加盟している。
本部はロンドンに置かれており、附属機関としてスウェーデンのマルメに世界海事大学（英語: World Maritime University、WMU）がある。

## 歴史
第二次世界大戦中に海運に関する連合国の協力体制を基に、1948年に国際連合海事会議で政府間海事協議機構（英語: Inter-Governmental Maritime Consultative Organization、IMCO）設置のための条約が採択されたが、発効には100万t以上の船舶を有する7か国の調印が必要要件となっていたため、日本が調印することで、1958年に発効した政府間海事協議機構条約に基づき、政府間海事協議機構が設立された。1982年に改称し、現在の国際海事機関となった。
海上航行の安全性と海運技術の向上やタンカー事故などによる海洋汚染の防止や諸国間の差別措置の撤廃を目指している。1976年に国際移動通信衛星機構の設立を支援した。1988年のIMO主催の会議で「海洋航行の安全に対する不法な行為の防止に関する条約」（シージャック防止条約）を採択した。1990年代には国際油濁補償基金の設置につとめた。
2012年1月1日より、日本人として初めてとなる事務局長に関水康司が就任し、4年間務めた。

## 組織

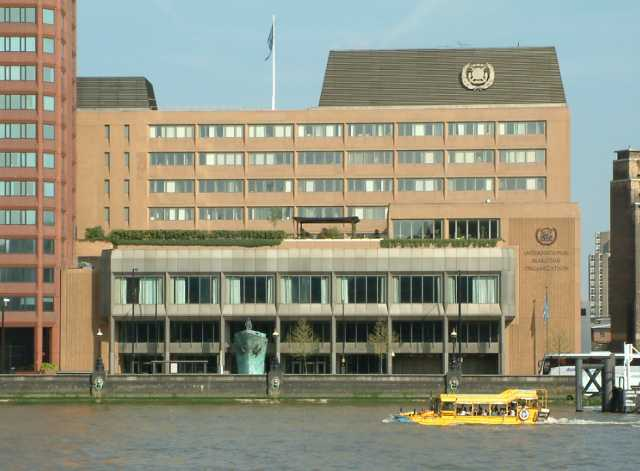
ロンドンの本部

IMOの政策は総会及び理事会によって決定される。総会は全加盟国により構成され、政策の最終決定であり通常2年に1回開催される。理事会は40か国の理事国で構成され、任期は2年、通常1年に2回開催される。英国のロンドンに置かれた事務局（本部）は6つの部局から構成されており、総会（Assembly）、理事会（Council）及び5つの委員会（Committee）並びに7つの小委員会（Sub-Committee）の活動を補佐する役目である。
IMOの活動は主に5つの委員会により遂行されており、海上安全委員会（MSC）及び海洋環境保護委員会（MEPC）の下部組織として各専門を取扱う7つの小委員会にて詳細事項が審議される。

### 理事国（2022‐2023年）
- カテゴリーA（国際海運業務の提供に最大の利害関係を有する国：主要海運国：定数10）
イタリア、英国、韓国、ギリシャ、中国、日本、ノルウェー、パナマ、米国、ロシア
- カテゴリーB（国際海上貿易に最大の利害関係を有する国：主要荷主国：定数10）
インド、オーストラリア、オランダ、カナダ、スウェーデン、スペイン、ドイツ、フランス、ブラジル、UAE
- カテゴリーC（その他の海上運送又は航海に特別の利害関係を有する国：その他海事関係国：定数20）
インドネシア、エジプト、キプロス、ケニア、ジャマイカ、シンガポール、タイ、チリ、デンマーク、トルコ、バハマ、フィリピン、ジャマイカ、ベルギー、マルタ、マレーシア、トルコ、メキシコ、モロッコ、サウジアラビア

### 委員会
- 海上安全委員会（MSC: Maritime Safety Committee）
- 海洋環境保護委員会（MEPC: Marine Environment Protection Committee）
- 法律委員会（LEG: Legal Committee）
- 技術協力委員会（TC: Technical Cooperation Committee）
- 簡易化委員会（FAL: Facilitation Committee）

### 小委員会
- 貨物輸送小委員会（CCC: Carriage of Cargoes and Containers ）
- 人的因子訓練当直小委員会（HTW: Human Element, Training and Watchkeeping）
- IMO規則実施小委員会（III: Implementation of IMO Instruments）
- 航行安全・無線通信・捜索救助小委員会（NCSR: Navigation, Communications and Search and Rescue）
- 汚染防止・対応委員会（PPR: Pollution Prevention and Response ）
- 船舶設計・建造小委員会（SDC: Ship Design and Construction）
- 船舶設備小委員会（SSE: Ship Systems and Equipment）

## 主な条約
- 海上における人命の安全のための国際条約（海上人命安全条約、SOLAS条約）
- 満載喫水線に関する国際条約（LL条約）
- 漁船の安全に関するトレモリノス国際条約（トレモリノス漁船安全条約、SFV条約）
- 安全なコンテナーに関する国際条約（コンテナ安全国際条約、CSC条約）
- 海上における衝突の予防のための国際規則に関する条約（COLREG条約）
- 船舶のトン数の測度に関する国際条約（TONNAGE条約）
- 海洋航行の安全に対する不法な行為の防止に関する条約（シージャック防止条約、SUA条約）
- 船舶による汚染の防止のための国際条約（マルポール条約、MARPOL条約）
- 船舶の有害な防汚方法の規則に関する国際条約（TBT船底塗料禁止条約、AFS条約）
- 船舶のバラスト水および、沈殿物の規制および管理のための国際条約（バラスト水管理条約、BWM条約）
- 油による海水の汚濁の防止のための国際条約（海洋油濁防止条約、OILPOL条約）
- 石油汚染災害時における公海への干渉に関連する国際条約
- 廃棄物その他の物の投棄による海洋汚染の防止に関する条約（ロンドンダンピング条約）
- 船員の訓練及び資格証明並びに当直の基準に関する国際条約（STCW条約）
- 漁船員の訓練及び資格証明並びに当直の基準に関する国際条約（STCW-F条約）
- 国際海上交通の簡易化に関する条約（FAL条約）
- 海上における捜索及び救助に関する国際条約（SAR条約）
- 油による汚染に関わる準備、対応および協力に関する国際条約（OPRC条約）
- 海事債権についての責任の制限に関する条約（LLMC条約）
- 油による汚染損害についての民事責任に関する国際条約（民事責任条約、CLC条約）
- 油による汚染損害の補償のための国際基金の設立に関する国際条約（国際基金条約、FC条約）
- 危険物質及び有害物質の海上運送に関連する損害に対する責任及び賠償に関する国際条約（HNS条約）（未発効）
- バンカー油による汚染損害についての民事責任に関する国際条約（バンカー油条約、BUNKER条約）
- 海上における捜索及び救助に関する国際条約（海難救助条約、SALVAGE条約）
- 海難残骸物の除去に関するナイロビ国際条約（海難残骸物除去条約、WRECK REMOVAL条約）
- 油濁事故の際の公海上における介入権に関する条約（公法条約、INTERVENTION条約）
- 油濁損害に対する民事責任に関する国際条約（私法条約）
- 核物質の海上運送の分野における民事責任に関する国際条約（NUCLEAR条約）

## 国際海事賞
海運の発展、安全技術向上などの分野で世界的な貢献をした個人又は非政府組織に贈る賞として、1980年に創設され、基本的に毎年1名に授与されており、歴代IMO事務局長や委員会議長などが受賞している。日本からはこれまでに1992年に篠村義夫元IMO事務局次長が、2015年に日本財団会長の笹川陽平が受賞している。